# Bredtjärnen (Ockelbo socken, Gästrikland, 676927-155449)
Bredtjärnen är en sjö i Ockelbo kommun i Gästrikland och ingår i Hamrångeåns huvudavrinningsområde.